# عدوى قرمزية

ختم وزارة الصحة والخدمات الإنسانية (HHS)

العدوى القرمزية (بالإنجليزية: Crimson Contagion)‏ هي محاكاة أديرت بواسطة وزارة الصحة والخدمات البشرية الأمريكية منذ يناير حتى أغسطس 2019، حيث قامت باختبار قدرة الحكومة الفيدرالية للولايات المتحدة و12 ولاية أمريكية، للاستجابة لوباء انفلونزا شديد منشأه الصين.التمرين الذي أُجري قبل شهور من بداية وباء فايروس كورونا، يشمل سيناريو رجوع السيّاح من الصين ونشر فايروس تنفسي في الولايات المتحدة الأمريكية، بدءاً من شيكاغو.في أقل من شهرين أصاب الفايروس 110 مليون أمريكي، قاتلاً أكثر من نصف مليون.التقرير أصدر في نتيجة المخطط العام للتمرين محدودية قدرة الحكومة للاستجابة إلى الوباء، مع افتقار الوكالات الفيدرالية إلى التمويل، التنسيق، وموارد تسهل الاستجابة الفعلية للفايروس.

## السيناريو
```
العديد من السياح أصابهم مرض تنفسي عندما كانوا في الصين وعادوا إلى بلدانهم قبل تفاقم الأعراض. الفايروس انتشر في العالم سريعاً مع اكتشاف أول حالة للمرض في الولايات المتحدة الأمريكية والتي ظهرت في شيكاغو (المدينة المضيفة للمحاكاة). الفايروس مطور من انفلونزا الطيور H7N9. إجراء العدوى القرمزية بدأ بعد 47 يوماً من اكتشاف أول حالة في الولايات المتحدة. السيناريو تكهن ب 110 مليون إصابة، 707 مليون تحت العلاج، و586 ألف وفاة في الولايات المتحدة وحدها.
[
3
]
```

## النتائج الرئيسية
- الحكومة الفيدرالية تفتقر التمويل الكاف للاستجابة لوباء انفلونزا شديد.
- المشاركون في التمرين افتقروا إلى الوضوح في الدور لِوكالات فيدرالية مختلفة، وأي المعلومات كانت مهمة لتمر على شركاء فيدراليين.
- وزارة الصحة والخدمات البشرية الأمريكية أصدرت معلومات دقيقة وملائمة للمستشفيات والتنظميات الصحية العامة.
- تداخل بين وزارة الصحة والخدمات البشرية الأمريكية، الوكالة الفيدرالية لإدارة الطوارئ، ووزارة الأمن الدخلي (الولايات المتحدة) في أي وكالة فيدرالية ستقود في الأزمة.
- الولايات المتحدة تفتقر إلى السعة الإنتاجية لتلبية الطلب المتزايد على أدوات الحماية والأجهزة الطبية كالأقنعة وأجهزة التنفس المفروضة بواسطة الوباء.
- الولايات لم تكن قادرة على طلب موارد بكفاءة نسبة لعدم وجود عملية طلب قياسية.

## الولايات المشاركة
- أيداهو
- أريزونا
- نيومكسيكو
- كولورادو
- نبراسكا
- إلينوي
- بنسلفانيا
- كارولاينا الجنوبية
- نيويورك (ولاية)
- كونيتكت
- ماساتشوستس
- نيوهامبشير